# Basananthe heterophylla
Basananthe heterophylla je biljka iz porodice Passifloraceae, roda Basananthe. Sinonim za ovu biljku je Tryphostemma heterophyllum Engl. Raste u južnoj Africi, u Namibiji i Botsvani, na crvenom i bijelom pijesku i pješčanim dinama na visinama od 1000 do 1500 metara. Naraste do pola metra visine.

## Vanjske poveznice
- Basananthe na Germplasm Resources Information Network (GRIN)  Arhivirana inačica izvorne stranice od 5. svibnja 2009. (Wayback Machine), SAD-ov odjel za poljodjelstvo, služba za poljodjelska istraživanja.